# 38-й отдельный сапёрный батальон
38-й отдельный сапёрный ордена Красной Звезды батальон — воинское подразделение в вооружённых силах СССР во время Великой Отечественной войны. Во время ВОВ существовало два сапёрных подразделения с тем же номером.

## 38-й отдельный сапёрный батальон 15-го стрелкового корпуса
В составе действующей армии с 22.06.1941 по 25.09.1941.
Являлся корпусным батальоном 15-го стрелкового корпуса, уничтожен вместе с корпусом в сентябре 1941 года в окружении под Киевом
* Смотри 15-й стрелковый корпус

## 38-й отдельный сапёрный батальон 126-го лёгкого горнострелкового корпуса
В составе действующей армии с 28.02.1945 по 11.05.1945 и с 25.08.1945 по 03.09.1945
С февраля 1945 года являлся корпусным батальоном 126-го лёгкого горнострелкового корпуса, повторил его боевой путь.
* Смотри 126-й лёгкий горнострелковый корпус

## Награды
| Награда              | Дата награждения                                           | За что награжден |
| -------------------- | ---------------------------------------------------------- | --- |
| Орден Красной Звезды | Указ Президиума Верховного Совета СССР от 4 июня 1945 года | За образцовое выполнение заданий командования в боях с немецкими захватчиками при овладении городами Богумин, Фриштат, Скочув, Чадца, Великая Битча и проявленные при этом доблесть и мужество. |

## Другие инженерно-сапёрные формирования с тем же номером
- 38-й отдельный инженерный батальон
- 38-й отдельный инженерно-сапёрный батальон 10-й инженерно-сапёрной бригады
- 38-й отдельный инженерно-сапёрный батальон 58-й инженерно-сапёрной бригады
- 38-й отдельный штурмовой инженерно-сапёрный батальон
- 38-й отдельный батальон собак-миноискателей и истребителей танков